# Regió de Surselva
La Regió de Surselva és una de les 11 regions del cantó dels Grisons (Suïssa). És una regió bilingüe amb l'alemany i el romanx com a llengua oficial i està formada per 43 municipis repartits en 5 cercles comunals. Té una població de 22,138 habitants (cens de 2007) i una superfície de 1373,54 km².

## Municipis
| Cercle de Disentis | Cercle de Disentis | Cercle de Disentis   | Cercle de Disentis | Cercle de Disentis |
| Escut              | Nom                | Població (Des. 2007) | Superfície in km²  | Núm. OFS           |
| ------------------ | ------------------ | -------------------- | ------------------ | ------------------ |
| Breil/Brigels      | Breil/Brigels      | 1277                 | 50.64              |                    |
| Disentis/Mustér    | Disentis/Mustér    | 2122                 | 90.98              |                    |
| Medel              | Medel (Lucmagn)    | 455                  | 136.22             |                    |
| Schlans            | Schlans            | 90                   | 8.83               |                    |
| Sumvitg            | Sumvitg            | 1370                 | 101.88             |                    |
| Trun               | Trun               | 1238                 | 43.07              |                    |
| Tujetsch           | Tujetsch           | 1852                 | 133.91             |                    |

| Cercle d'Ilanz | Cercle d'Ilanz | Cercle d'Ilanz       | Cercle d'Ilanz    | Cercle d'Ilanz |
| Escut          | Nom            | Població (Des. 2007) | Superfície in km² | Núm. OFS       |
| -------------- | -------------- | -------------------- | ----------------- | -------------- |
| Castrisch      | Castrisch      | 404                  | 7.19              |                |
| Falera         | Falera         | 568                  | 22.36             |                |
| Ilanz          | Ilanz          | 2311                 | 4.67              |                |
| Laax           | Laax           | 1261                 | 31.71             |                |
| Ladir          | Ladir          | 113                  | 7.19              |                |
| Luven          | Luven          | 186                  | 6.63              |                |
| Mundaun        | Mundaun        | 316                  | 8.59              |                |
| Pitasch        | Pitasch        | 115                  | 10.79             |                |
| Riein          | Riein          | 70                   | 15.88             |                |
| Ruschein       | Ruschein       | 365                  | 12.56             |                |
| Sagogn         | Sagogn         | 645                  | 6.92              |                |
| Schluein       | Schluein       | 499                  | 4.79              |                |
| Schnaus        | Schnaus        | 133                  | 2.97              |                |
| Sevgein        | Sevgein        | 218                  | 4.55              |                |
| Valendas       | Valendas       | 298                  | 22.79             |                |
| Versam         | Versam         | 251                  | 16.77             |                |

| Cercle de Lumnezia/Lugnez | Cercle de Lumnezia/Lugnez | Cercle de Lumnezia/Lugnez | Cercle de Lumnezia/Lugnez | Cercle de Lumnezia/Lugnez |
| Escut                     | Nom                       | Població (Des. 2007)      | Superfície in km²         | Núm. OFS                  |
| ------------------------- | ------------------------- | ------------------------- | ------------------------- | ------------------------- |
| Cumbel                    | Cumbel                    | 269                       | 4.46                      |                           |
| Degen                     | Degen                     | 251                       | 6.72                      |                           |
| Duvin                     | Duvin                     | 94                        | 17.93                     |                           |
| Lumbrein                  | Lumbrein                  | 400                       | 37.86                     |                           |
| Morissen                  | Morissen                  | 236                       | 5.67                      |                           |
| St. Martin                | St. Martin                | 41                        | 22.83                     |                           |
| Suraua                    | Suraua                    | 272                       | 24.20                     |                           |
| Vals                      | Vals                      | 1039                      | 152.73                    |                           |
| Vella                     | Vella                     | 451                       | 7.42                      |                           |
| Vignogn                   | Vignogn                   | 185                       | 7.90                      |                           |
| Vrin                      | Vrin                      | 249                       | 71.25                     |                           |

| Cercle de Ruis    | Cercle de Ruis    | Cercle de Ruis       | Cercle de Ruis    | Cercle de Ruis |
| Escut             | Nom               | Població (Des. 2007) | Superfície in km² | Núm. OFS       |
| ----------------- | ----------------- | -------------------- | ----------------- | -------------- |
| Andiast           | Andiast           | 226                  | 13.63             |                |
| Obersaxen         | Obersaxen         | 818                  | 61.77             |                |
| Pigniu            | Pigniu            | 38                   | 18.01             |                |
| Rueun             | Rueun             | 442                  | 11.58             |                |
| Siat              | Siat              | 178                  | 13.53             |                |
| Waltensburg/Vuorz | Waltensburg/Vuorz | 379                  | 32.31             |                |

| Cercle de Safien | Cercle de Safien | Cercle de Safien     | Cercle de Safien  | Cercle de Safien |
| Escut            | Nom              | Població (Des. 2007) | Superfície in km² | Núm. OFS         |
| ---------------- | ---------------- | -------------------- | ----------------- | ---------------- |
| Safien           | Safien           | 318                  | 100.58            |                  |
| Tenna            | Tenna            | 95                   | 11.27             |                  |

## Fusions

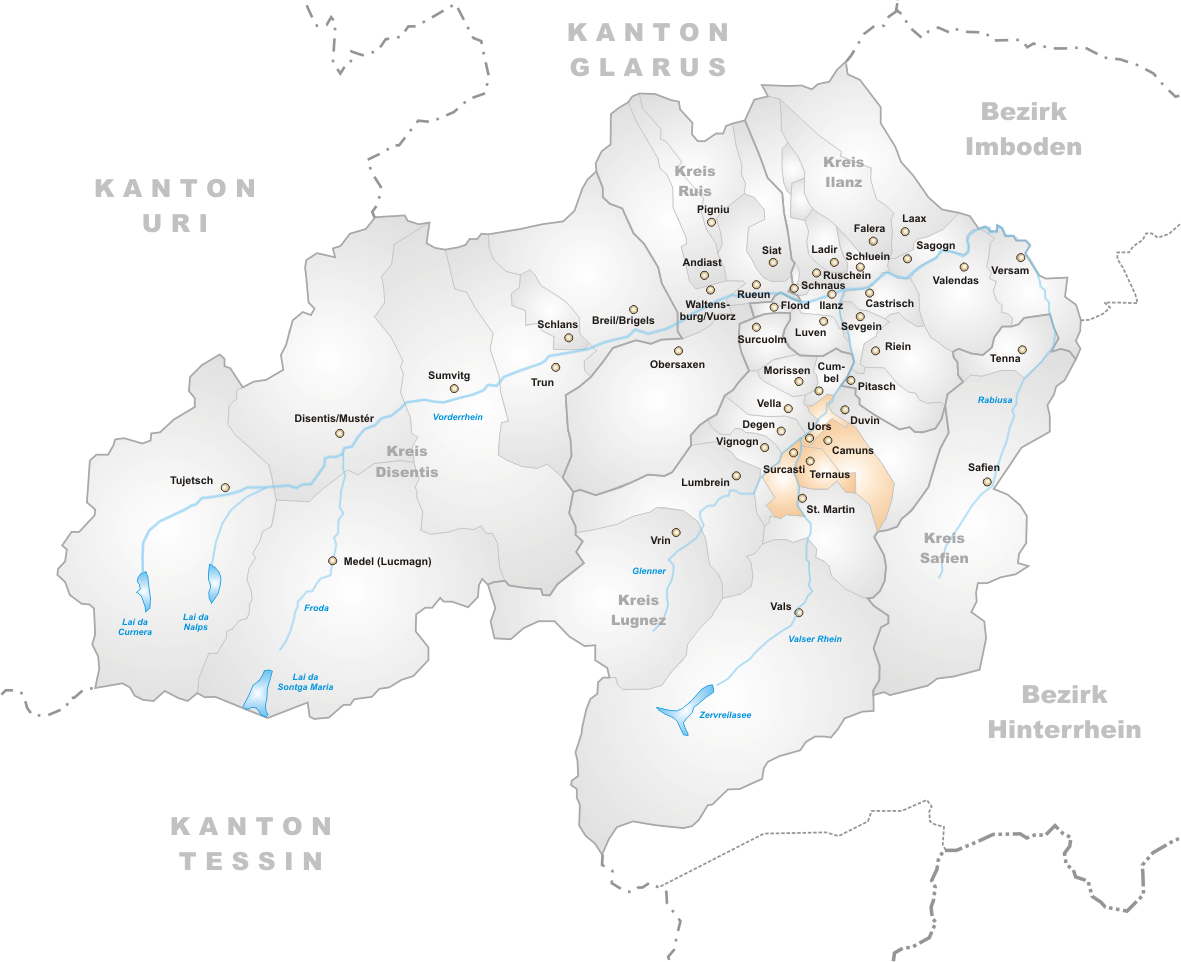
Municipis el 2001
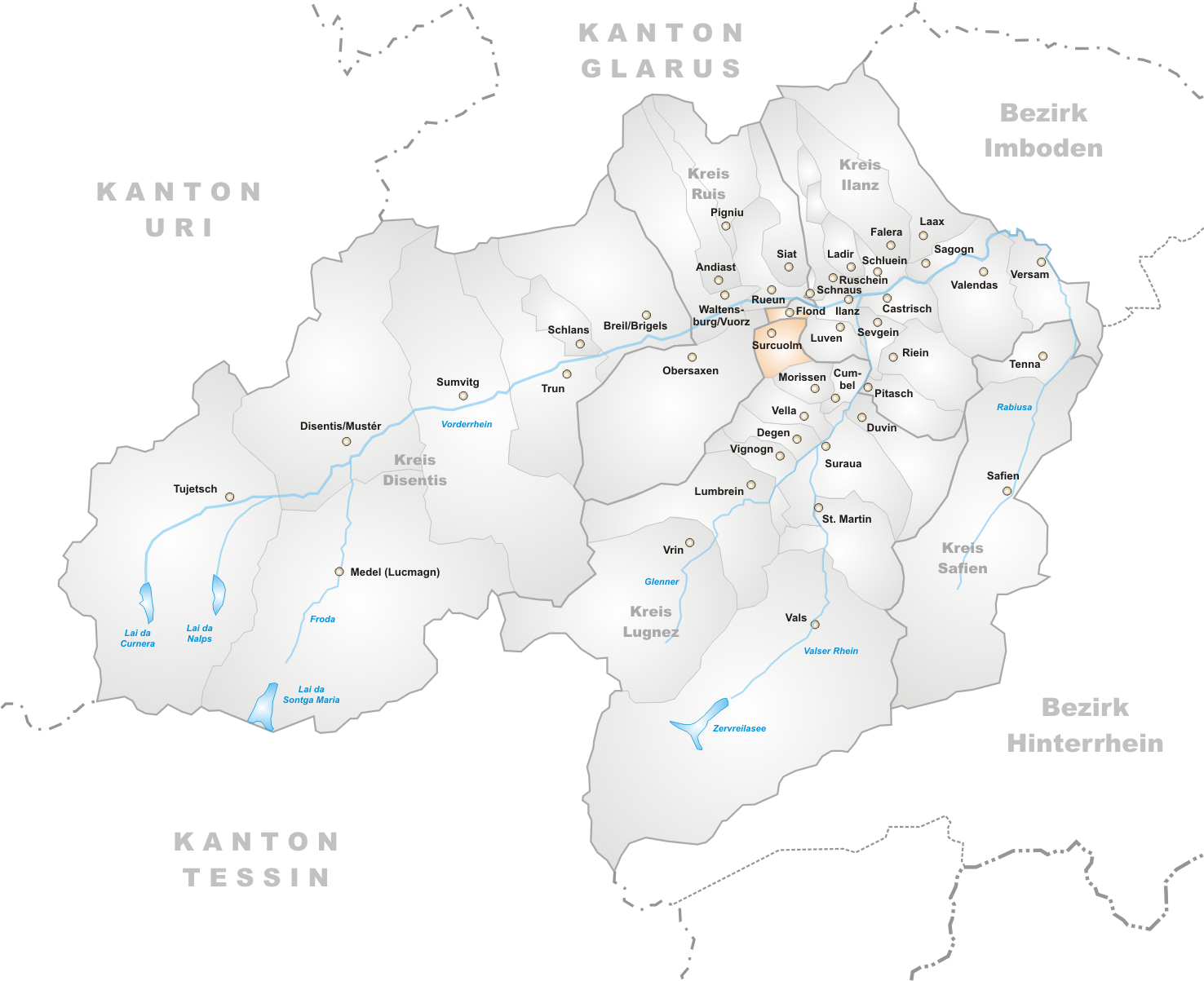
Municipis el 2008

- 2002: Camuns, Surcasti, Tersnaus i Uors-Peiden → Suraua

- 2009: Flond i Surcuolm → Mundaun